# LGBT à New York
Pour un article plus général, voir LGBT aux États-Unis.
L’État de New York est généralement considéré comme socialement libéral envers la communauté LGBT+. Le guide de voyage LGBT Queer in the World déclare : « La fabulosité du New York gay est sans égal sur Terre, et la culture queer s'infiltre dans tous les recoins de ses cinq arrondissements ». Le mouvement de défense des droits LGBT dans l'État remonte à 1969, lors des émeutes de Stonewall à New York. Les relations sexuelles entre adultes consentants de même sexe sont légales depuis l’affaire New York c. Onofre en 1980. Le mariage entre personnes de même sexe est légal dans tout l’État depuis 2011, certaines villes reconnaissant les partenariats domestiques entre couples de même sexe depuis 1998. Les protections contre la discrimination dans le crédit, le logement, l’emploi, l’éducation et les lieux publics incluent explicitement l’orientation sexuelle depuis 2003 et l’identité ou l’expression de genre depuis 2019. Les personnes transgenres de l'État n'ont légalement plus besoin de subir une opération de réassignation sexuelle pour changer leur sexe ou leur genre sur les documents officiels depuis 2014. De plus, la thérapie de conversion sur les mineurs et la défense anti-panique des homosexuels et des transgenres sont interdites depuis 2019. Depuis 2021, la maternité de substitution commerciale est légalement disponible dans l’État de New York. En 2024, la Constitution de l’État de New York a été modifiée pour interdire explicitement la discrimination fondée sur l’identité de genre et l’orientation sexuelle à la suite d’une mesure de référendum réussie.

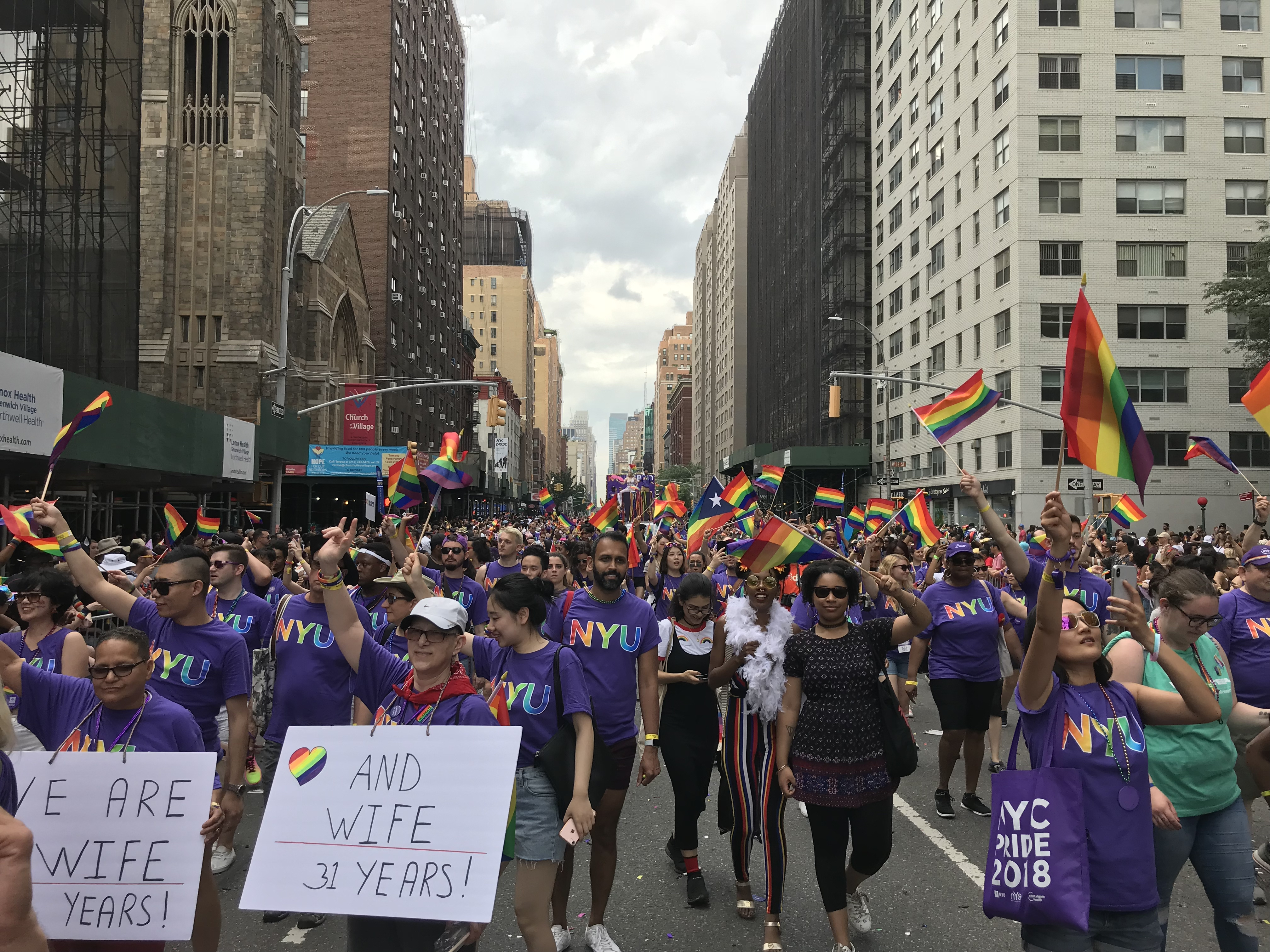
Participants à la Marche des fiertés de New York 2018

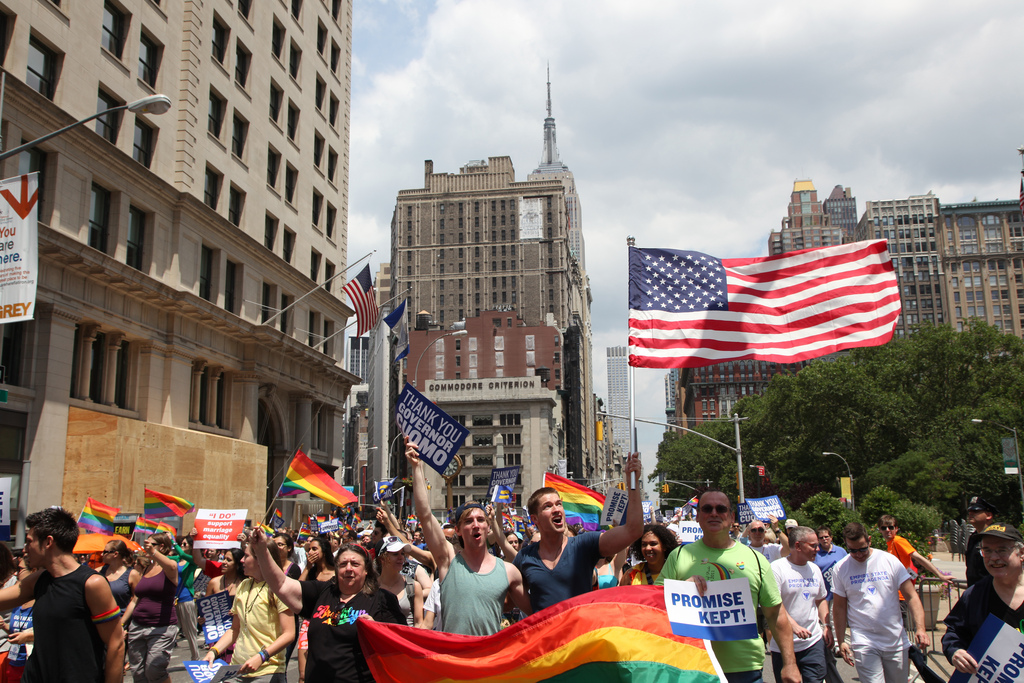
L'édition 2011 de la Marche des fiertés de New York

Le 28 juin 1969, des personnes LGBT+ se sont révoltées à la suite d'une descente de police au Stonewall Inn. Les émeutes de Stonewall et les manifestations qui ont suivi ont marqué un tournant dans l'histoire des droits LGBT+ et le début du mouvement moderne pour les droits LGBT+. La ville de New York est désormais considérée comme l’une des villes les plus favorables aux LGBT au monde. Lors de Stonewall 50 – WorldPride NYC 2019, des dizaines de milliers de personnes ont défilé lors de la marche des fiertés de New York, avec environ 5 millions de personnes présentes, constituant le plus grand événement LGBT+ au monde de l'histoire. En avril 2022, à la suite de la promulgation de la loi sur les droits parentaux en matière d'éducation en Floride, le maire de New York, Eric Adams, a annoncé une campagne d'affichage numérique pour attirer les Floridiens vers un environnement beaucoup plus favorable aux résidents LGBT+ de New York.

## Reconnaissance des relations entre personnes de même sexe

### Légalité des relations sexuelles entre personnes de même sexe
Toutes les lois interdisant les relations homosexuelles privées et consentantes entre adultes sont abrogées par la Cour d'appel de New York en 1980, dans l'affaire New York c. Onofre, à l'exception des lois concernant les employés de la Garde nationale de New York. Une loi abrogeant les dispositions relatives à la sodomie entre en vigueur en 2000. Jusqu'en novembre 2024, l'adultère est considéré comme un délit pénal et un crime à New York, et s'applique de manière égale à tous les couples mariés (y compris ceux mariés entre personnes de même sexe). Cette loi a depuis été abrogée. En novembre 2019, le gouverneur Andrew Cuomo signe un projet de loi accordant aux militaires ayant reçu une libération déshonorante, en vertu de la politique fédérale « Don't ask, don't tell » de 1993 à 2011, l'accès aux prestations des anciens combattants de l'État,.

### Mariage homosexuel
L'État de New York offre des avantages aux partenaires de même sexe des employés de l'État depuis 1995. En 1998, le maire Rudy Giuliani signe une loi établissant et reconnaissant les partenariats domestiques à New York,. En 2006, la Cour d'appel de New York détermine que la constitution de l'État ne garantit pas le mariage homosexuel ; les tentatives d'adoption de mesures d'égalité du mariage échouent en 2007 et 2009. En mai 2008, le gouverneur David Paterson émet une directive exécutive demandant à toutes les agences d'État de reconnaître les mariages homosexuels célébrés dans d'autres juridictions,,. Le 24 juin 2011, la législature de l'État de New York adopte et le gouverneur signe la loi sur l'égalité du mariage autorisant la célébration de mariages entre personnes de même sexe dans l'État de New York. La loi est entrée en vigueur le 24 juillet 2011.

### Adoption et parentalité
En 1982, l'État de New York devient le premier État à adopter une politique de non-discrimination à l'égard des candidats homosexuels et lesbiennes. Cette politique stipule : « Les candidats ne seront pas rejetés uniquement sur la base de leur homosexualité ». Cependant, les travailleurs sociaux et les organismes sociaux peuvent toujours prendre en compte l'orientation sexuelle. En 1995, la cour d'appel de l'État statue dans l’affaire Jacob et dans l'affaire Dana que les adoptions par le second parent au sein de couples non mariés sont protégées quelle que soit l'orientation sexuelle. En 2004, un tribunal dans l'affaire In re Adoption of Carolyn B. statue en faveur de l'adoption conjointe par les couples de même sexe. En octobre 2020, une ordonnance du tribunal de district de l'État de New York statue que les organismes d'adoption peuvent refuser les couples hétérosexuels homosexuels, célibataires et non mariés en raison d'une « affiliation et de croyances religieuses » en vertu du premier amendement et du quatorzième amendement des États-Unis, dans le cadre d'un procès soutenu par l'Alliance Defending Freedom.

#### Fécondation in vitro et maternité de substitution
La maternité de substitution est interdite à New York de 1992 à 2020, lorsque la législature de l'État et le gouverneur légalisent la pratique. La nouvelle loi entre en vigueur en février 2021,,. En février 2021, le gouverneur Andrew Cuomo annonce que la couverture des polices d’assurance doit couvrir les couples de même sexe pour la FIV, la maternité de substitution et/ou d’autres traitements de fertilité. En avril 2022, un couple homosexuel d'hommes de la ville de New York intente une action en justice contre son assurance maladie, pour inclure explicitement les coûts et la couverture du traitement de FIV pour tous les individus et couples, indépendamment de l'orientation sexuelle et du sexe. Actuellement, les fournisseurs d'assurance maladie de la ville de New York ne couvrent et ne remboursent que les couples hétérosexuels et les couples homosexuels féminins, mais pas les couples homosexuels masculins qui doivent payer le « montant total des frais de poche » sans aucune couverture ni remboursement, ce qui équivaut à une « taxe gay » indirecte.

## Protections contre la discrimination
En 2003, la loi de New York sur la non-discrimination fondée sur l'orientation sexuelle (SONDA) entre en vigueur. Cette loi « interdit la discrimination fondée sur l'orientation sexuelle, réelle ou perçue, dans l'emploi, le logement, les lieux publics, l'éducation, le crédit et l'exercice des droits civiques ». Cette loi de 2003 inclut également explicitement l'« asexualité », une première aux États-Unis. La loi sur la non-discrimination en matière d'expression de genre (GENDA), qui aurait étendu les protections à l'identité et à l'expression de genre, est introduite la même année mais échoue. Le 16 décembre 2009, le gouverneur David Paterson publie un décret interdisant la discrimination fondée sur l'identité de genre dans l'emploi public,. Les tribunaux statuent que les personnes transgenres peuvent intenter des actions en justice contre la discrimination dans la catégorie « sexe ». Entre 2008 et 2019, le GENDA est introduit et adopté chaque année par l'Assemblée de l'État. En 2019, il est adopté par le Sénat pour la première fois et a été promulgué par le gouverneur Cuomo en janvier, et entre en vigueur en février,.
Auparavant, en l'absence d'une loi à l'échelle de l'État, les comtés de Suffolk, Tompkins et Westchester, ainsi que les villes de New York, Albany, Binghamton, Buffalo, Ithaca, Syracuse et Rochester, avaient adopté des ordonnances de non-discrimination protégeant l'identité de genre. De plus, le 22 octobre 2015, le gouverneur Andrew Cuomo annonce qu'il demanderait à la Division des droits de l'homme de l'État de New York (DHR) de promulguer des réglementations interdisant le harcèlement et la discrimination à l'encontre des personnes transgenres dans les domaines de l'emploi, du logement, de l'éducation, de l'accès au crédit et des lieux publics. Le DHR publie le règlement le 4 novembre 2015 et il entre en vigueur le 20 janvier 2016.
De plus, la loi anti-intimidation de l'État interdit l'intimidation fondée sur la race, la couleur, le poids, l'origine nationale, l'ethnie, la religion ou les pratiques religieuses, le handicap, l'orientation sexuelle, le genre (y compris l'identité et l'expression de genre) ou le sexe. La loi inclut également explicitement la cyberintimidation et le harcèlement, et s'applique à toutes les écoles primaires et secondaires publiques de l'État. Le 31 juillet 2019, une nouvelle loi supprime une lacune qui ne protégeait pas légalement les élèves contre la discrimination, les droits de l'homme et l'intimidation dans l'État de New York.

### Gay et trans panic defense
En juin 2019, la législature de l'État de New York adopte un projet de loi visant à abroger la gay panic defense. Le projet de loi est promulgué par le gouverneur Andrew Cuomo et est entré en vigueur immédiatement. L'État de New York devient le sixième État américain à l'abolir.

### Loi sur les crimes haineux
La loi sur les crimes haineux de 2000 couvre l'orientation sexuelle depuis le 1er juillet 2001 et l'identité et l'expression de genre depuis le 1er novembre 2019,,,,. En novembre 2022, la gouverneure de l'État de New York, Kathy Hochul, signe deux projets de loi visant à réformer la législation complète sur les crimes haineux et à en supprimer les failles. Il s'agit de la législation la plus stricte jamais adoptée aux États-Unis en matière de crimes haineux,.

### Avantages et reconnaissance pour les aînés LGBT+
En octobre 2022, un projet de loi est promulgué qui reconnaît légalement les personnes âgées LGBT+ dans l'État de New York et leur offre des avantages,.

### Cas d'hôpital de chirurgie plastique
En août 2020, Gay City News rapporte qu'un médecin a été condamné à une amende de plusieurs dizaines de milliers de dollars par un juge d'un tribunal de Manhattan pour avoir refusé une chirurgie esthétique à trois hommes qu'il croyait séropositifs. Cette affaire pourrait faire l'objet d'un appel.

### Programmes de traitement de la toxicomanie
En juin 2023, un projet de loi est adopté à l'unanimité par les deux chambres de l'Assemblée législative de l'État de New York afin d'inclure explicitement l'orientation sexuelle et l'identité de genre dans les programmes inclusifs de traitement de la toxicomanie. À plusieurs reprises au fil des ans, les hommes homosexuels, en particulier, se sont vu refuser l'accès à ces programmes dans l'État de New York. La gouverneure Kathy Hochul a signé le projet de loi.

## Identité et expression de genre

### Lois sur les refuges
Le 12 juin 2023, le maire de New York, Eric Adams, signe un décret visant à « protéger l'accès aux soins des personnes transgenres en empêchant l'utilisation des ressources de la ville pour détenir, poursuivre ou enquêter sur toute personne qui fournit ou reçoit des services de soins de santé affirmant le genre »,. Le 25 juin, la gouverneure Kathy Hochul promulgue une loi interdisant aux tribunaux d'État d'appliquer les lois d'autres États autorisant le retrait de la garde d'un enfant pour avoir pris en charge des mineurs victimes de maltraitance, interdisant d'envisager une prise en charge de ce type pour les mineurs victimes de maltraitance et interdisant aux forces de l'ordre de coopérer avec des organismes extérieurs à l'État concernant la prise en charge légale de ces enfants dans l'État. L'État de New York devient ainsi le 12e État à mettre en œuvre de telles lois de « bouclier » et de « refuge ». En septembre 2023, Ithaca devient la première ville de l'État de New York à « protéger, défendre et protéger » le zonage des droits des transgenres - par une ordonnance locale de remplacement au cas où la loi de protection de l'État changerait.

### Documentation
Depuis 2014, les adultes transgenres peuvent changer de genre sur leur acte de naissance grâce à une déclaration notariée d'un expert médical attestant d'une chirurgie de confirmation de genre ou d'un diagnostic de dysphorie de genre,. En janvier 2020, un garçon transgenre de 14 ans poursuit l'État pour obtenir le droit de modifier son certificat de naissance ; deux mois plus tard, la procureure générale de New York, Letitia James, met à jour la politique relative aux certificats de naissance pour permettre aux personnes nées dans l'État de New York de changer leur sexe sur leurs certificats de naissance par « auto-affirmation » si elles ont 17 ans ou plus et avec le consentement des parents si elles sont plus jeunes,,,,.
En septembre 2018, le conseil municipal de New York adopte par 41 voix contre 6 une ordonnance autorisant l'inscription d'un troisième genre, « X », sur les actes de naissance. Le maire Bill De Blasio promulgue cette ordonnance le 10 octobre 2018,, et elle est entrée en vigueur le 1er janvier 2019,,,,. Depuis le 2 janvier 2020, la ville de New York inclut également l'option « genre X » sur les certificats de décès. En novembre 2019, il est signalé que les documents des tribunaux d'État et des jurys contiendraient une option « genre X ». En août 2020, l’État commence à inclure une option de genre X dans les données de santé.
En juin 2021, l'État adopte la loi sur la reconnaissance du genre, qui a autorisé l'utilisation du « X » comme marqueur de genre sur les permis de conduire et facilite la certification des changements de nom et de genre sur les documents officiels (auparavant, les personnes transgenres étaient tenues d'annoncer leurs noms nouveaux et précédents, leur adresse actuelle et leur date et lieu de naissance dans un journal désigné),. En novembre, la gouverneure Kathy Hochul signe un projet de loi obligeant les entreprises de services publics et les municipalités à utiliser le nom et les pronoms préférés de leurs clients. La loi entre en vigueur le 1er janvier 2022 et est considérée comme la première du genre aux États-Unis,.
En avril 2022, des modifications sont approuvées dans le budget de l'État pour inclure des marqueurs d'identité « X » sur tous les formulaires d'État en 2023, certaines organisations ayant jusqu'en 2024 pour mettre en œuvre le changement et pour permettre aux personnes de mettre à jour les désignations de nom et de genre sur les certificats de mariage,.

### Marcher en étant trans
En 1976, l'État de New York met en œuvre une loi anti-prostitution (également connue sous le nom de « loi sur la marche trans » ou article 240.37 du code pénal),,. En février 2021, l'Assemblée législative de l'État de New York (vote du Sénat par 45 voix contre 16 et de la Chambre des représentants par 105 voix contre 44) adopte un projet de loi visant à abroger la loi interdisant de « marcher en étant trans ». Le gouverneur de l'État, Andrew Cuomo, le promulgue, avec effet immédiat. Cette loi archaïque sur le flânerie, article 240.37 du Code pénal de l'État de New York, est utilisée par les policiers pour harceler et arrêter les personnes transgenres depuis son entrée en vigueur en 1976,.

### Éducation intersexuée à New York
En avril 2021, le conseil municipal de New York adopte un projet de loi par 45 voix contre 2 visant à mettre en œuvre des programmes d'éducation concernant les personnes intersexuées. Avec le soutien des défenseurs des droits intersexes de New York, la ville prévoit de fournir des ressources pédagogiques sur les procédures médicales imposées aux jeunes intersexes afin d'adapter leur anatomie à la binarité masculine et féminine,.

### Toilettes non genrées
En novembre 2020, un projet de loi, adopté par l’Assemblée législative de l’État de New York, puis promulgué par le gouverneur de l’État de New York, Andrew Cuomo, un mois plus tard, met en place des toilettes non genrées dans l’État de New York,. La loi sur les toilettes dans l'État de New York entre en vigueur le 23 mars 2021, 90 jours après la signature du gouverneur de New York,.

## Thérapie de conversion
À partir de 2003, des projets de loi relatifs aux thérapies de conversion sont adoptés par l'Assemblée de l'État 11 fois. Le sénateur Brad Hoylman, seul membre homosexuel du Sénat, et la députée Deborah J. Glick, première législatrice ouvertement homosexuelle de l'État de New York, présentent un projet de loi visant à interdire cette pratique en 2013. Le projet de loi est adopté par l'Assemblée, mais reste lettre morte au Sénat. Brad Hoylman tente de le faire adopter à nouveau pendant des années, mais ses tentatives sont rejetées à plusieurs reprises par le Sénat.
Le 16 juin 2014, l'Assemblée de l'État de New York vote à 86 voix contre 28 pour adopter un projet de loi qui aurait interdit aux prestataires de soins de santé de tenter de modifier l'orientation. Cependant, le projet de loi est ensuite bloqué au Sénat de l'État de New York. En avril 2015, l'Assemblée vote à 111 voix contre 12 l'adoption d'un projet de loi bipartisan interdisant cette pratique, puis le réadopte en avril 2018 par 116 voix contre 19. À chaque fois, le projet de loi  reste lettre morte sans vote au Sénat,,,,,.
Le 6 février 2016, le gouverneur de l'État de New York, Andrew Cuomo, annonce une réglementation interdisant aux assureurs maladie publics et privés de couvrir cette pratique et aux établissements de santé mentale de l'État de la pratiquer. Cette réglementation entre en vigueur le 27 avril. La Human Rights Campaign célèbre cette décision : c'est la première fois qu'un gouverneur interdit cette pratique par voie exécutive,,.
Le 15 janvier 2019, le projet de loi A576, qui interdit la pratique de la thérapie de conversion sur les mineurs, est adopté par l'Assemblée de l'État par 141 voix contre 7 et par le Sénat de l'État par 57 voix contre 4. Le projet de loi est promulgué par le gouverneur Andrew Cuomo et entre en vigueur le 25 janvier 2019,.

### Interdictions locales
Avant l'interdiction à l'échelle de l'État, les juridictions suivantes avaient promulgué des interdictions de thérapie de conversion :
- Albany
- Comté d'Albany
- Comté d'Érié[99]
- Ville de New York (maintenant abrogé)[100]
- Rochester
- Comté d'Ulster[101]
- Comté de Westchester[102],[103]

## Conditions de vie
New York abrite l'une des plus importantes populations LGBT+ des États-Unis et du monde. Brian Silverman, auteur de Frommer's New York City from $90 a Day, a écrit que New York abrite « l'une des communautés LGBT les plus importantes, les plus bruyantes et les plus puissantes au monde » et que « la culture gay et lesbienne fait partie intégrante de l'identité new-yorkaise au même titre que les taxis jaunes, les gratte-ciel et les théâtres de Broadway ». En 2005, la ville de New York comptait environ 272 493 personnes s'identifiant comme homosexuelles et bisexuelles. La zone métropolitaine de New York comptait environ 568 903 résidents s'identifiant comme LGB. Parallèlement, la ville de New York abrite également la plus grande population transgenre des États-Unis, estimée à 50 000 en 2018, concentrée à Manhattan et dans le Queens. Albany, la capitale de l'État, abrite également une importante communauté LGBT+, tout comme les villes de Buffalo, Rochester, Yonkers et Syracuse. Chacune d'elles accueille une variété d'événements, de bars, de cafés, d'organisations et de centres LGBT+. Fire Island Pines et Cherry Grove sont des stations balnéaires gays réputées dans le monde entier, avec une communauté LGBT+ florissante.

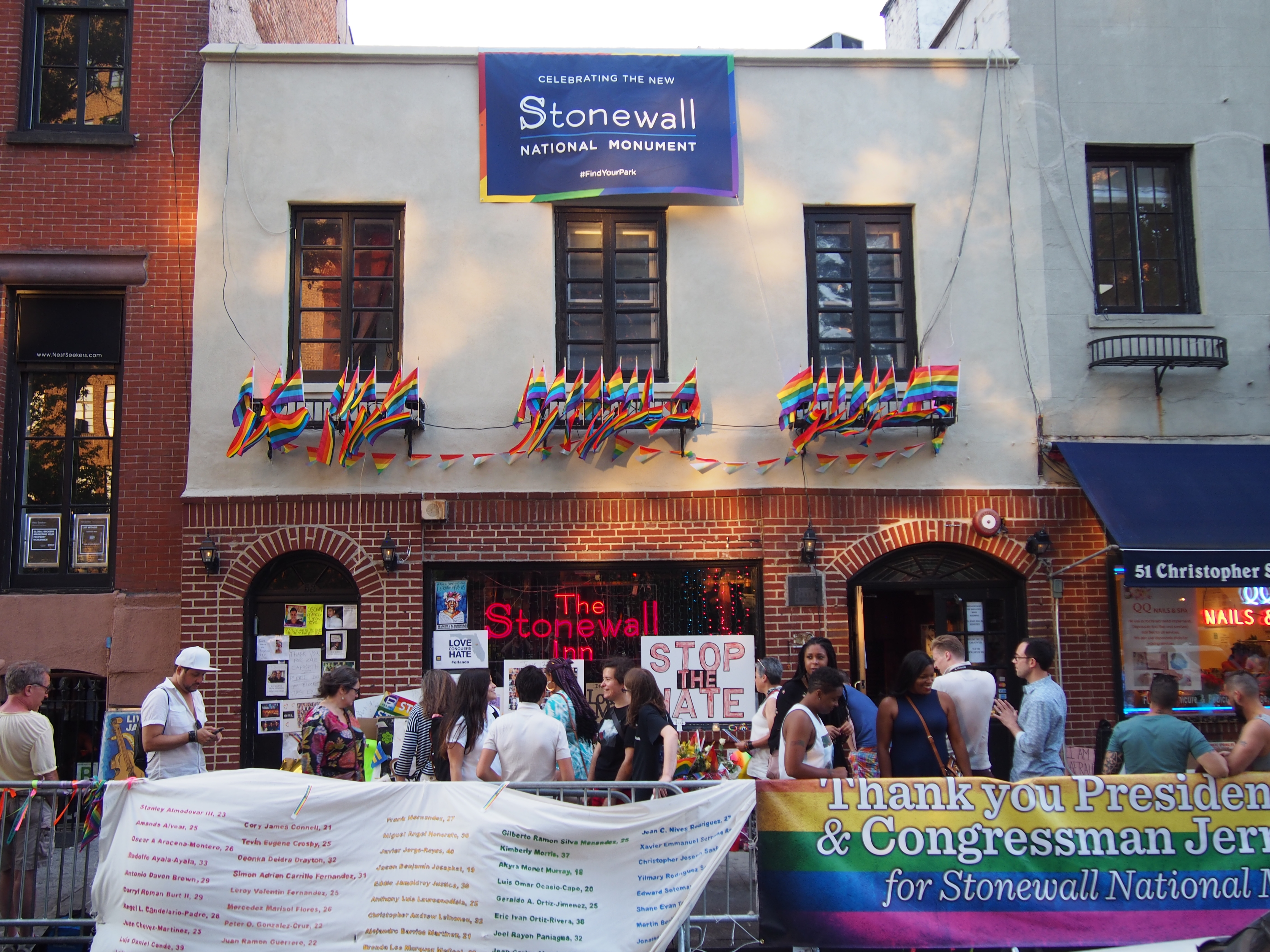
Le Stonewall Inn de Greenwich Village, à Manhattan, lieu des émeutes de Stonewall de juin 1969, est orné de drapeaux représentant les couleurs de l'arc-en-ciel,.

L'État de New York possède une longue histoire de présence des personnes LGBT+ et est généralement perçu comme socialement libéral en matière de droits LGBT. Cependant, l'État de New York a également une histoire plus ancienne de condamnations fréquentes de personnes LGBT+. Les relations sexuelles entre personnes de même sexe (qualifiées de « sodomie », « pédophilie » ou « péchés de nature charnelle ») ont été illégales pendant la majeure partie de l'histoire de New York, depuis sa création en tant que colonie néerlandaise, jusqu'à leur légalisation par décision judiciaire en 1980. L'activisme pour les droits des personnes LGBT+ dans l'État commence avec la montée des actions de protestation des premières organisations « homophiles » dans les années 1950 et 1960, bien que l'activisme LGBT ait été propulsé à un moment décisif lors des émeutes de Stonewall de 1969 dans le Lower Manhattan et des protestations ultérieures contre l'apathie des institutions civiles et politiques face à la crise du VIH/SIDA. Diverses organisations sont créées pour les personnes LGBT+ afin de défendre leurs droits et de fournir des services sociaux, dont l'impact se fait sentir de plus en plus au niveau des États. Au cours des années suivantes, les personnes LGBT+ gagnent en visibilité, et les discussions autour de leurs droits deviennent de plus en plus importantes et courantes. En 1980, la Cour suprême de l'État de New York légalise les relations sexuelles privées consenties entre personnes de même sexe, une décision historique et marquante. Parallèlement aux réformes juridiques en cours dans l'État, les attitudes de la société et du public envers la communauté LGBT+ évoluent, passant d'une antipathie et d'une hostilité générales à la tolérance et à l'acceptation. Au début du XXIe siècle, les lois anti-discrimination sont modifiées pour inclure l'orientation sexuelle (en 2003) et l'identité de genre (en 2019), une interdiction des thérapies de conversion est promulguée, les lois sur la transition de genre sont assouplies (supprimant notamment l'obligation de recourir à la chirurgie) et une législation sur les crimes haineux est adoptée. En 2011, l'Assemblée législative de l'État de New York adopte la loi sur l'égalité du mariage, légalisant le mariage entre personnes de même sexe dans l'État. New York devient le sixième État américain à le légaliser, après le Massachusetts, le Connecticut, l'Iowa, le Vermont et le New Hampshire.
En juin 2019, pour célébrer le mois de la fierté LGBT+, le gouverneur Andrew Cuomo a ordonné que le drapeau de la fierté LGBT+ soit hissé au-dessus du Capitole de l'État de New York pour la première fois dans l'histoire de New York. Le département de police de New York a également présenté ses excuses pour les émeutes de Stonewall de 1969, exactement 50 ans plus tard.

## Accords de villes d'affaires LGBT+
En janvier 2021, il est annoncé et rapporté que la ville de New York reconnait l'accès des entreprises appartenant à des personnes LGBT+ aux accords contractuels de la ville. Des accords très similaires en Californie et dans certaines villes du New Jersey existent par voie législative ou par décret exécutif,.

## Diffamation
Le 30 mai 2012, dans l'affaire Yonaty c. Mincolla, un panel de quatre juges de la Chambre d'appel de l'État de New York statue à l'unanimité que qualifier quelqu'un de « gay » ou d'« homosexuel » ne pouvait plus constituer un motif de diffamation. Le juge Thomas Mercure écrit : « Compte tenu de l'évolution considérable des mentalités à l'égard de l'homosexualité… on ne peut pas dire que l'opinion publique actuelle soutienne une règle qui assimilerait les déclarations imputant l'homosexualité à des accusations de conduite criminelle grave ou à des insinuations selon lesquelles une personne serait atteinte d'une maladie répugnante »,.

## Fanfare LGBT+ de la Saint-Patrick à Staten Island
En février 2022, il est signalé que le défilé de la Saint-Patrick à Staten Island interdit toujours légalement aux personnes LGBT+ de défiler. La ville de New York avait abrogé cette interdiction en 2014.
Il est rapporté que l’interdiction est officiellement abrogée en novembre 2024.

## Statistiques annuelles sur les juges et les systèmes judiciaires
En novembre 2020, un projet de loi est signé par le gouverneur de l'État de New York, Andrew Cuomo, qui exige légalement des statistiques annuelles sur les juges dans les salles d'audience et les systèmes judiciaires de l'État de New York - basées sur le sexe, l'identité de genre, l'orientation sexuelle, la religion, la race, la couleur, le handicap, etc,.

## Opinion publique
Un sondage réalisé en 2017 par le Public Religion Research Institute révèle que 69 % des résidents de New York soutiennent le mariage homosexuel, tandis que 24 % y sont opposés et 7 % n'en sont pas sures. En outre, 75 % sont favorables à des mesures de protection contre la discrimination couvrant l’orientation sexuelle et l’identité de genre. 19 % y sont opposés.
Un sondage réalisé en 2022 par le Public Religion Research Institute révèle que 75 % des New-Yorkais sont favorables au mariage homosexuel, tandis que 21 % y sont opposés et 3 % sont indécis. De plus, 82 % sont favorables à des mesures de protection contre la discrimination concernant l'orientation sexuelle et l'identité de genre. 14 % y sont opposés.

## Tableau récapitulatif
| L'activité sexuelle entre personnes de même sexe est légale | (Depuis 1980; codifié par la législation en 2000) |
| Âge égal du consentement (17 ans) | (Depuis 1980) |
| Lois anti-discrimination - ainsi que protections constitutionnelles pour l'orientation sexuelle et l'identité de genre dans tous les domaines mises en œuvre et codifiées                                                                                              | (Depuis 2024) |
| Des lois sur les crimes haineux sont mises en œuvre, incluant explicitement l'orientation sexuelle et l'identité de genre | Yes |
| Les personnes transgenres dans les prisons, les centres de détention pour mineurs, etc. doivent être hébergées en fonction de leur identité de genre et bénéficier d'une couverture des soins de santé de transition.                                                  | Yes |
| La chirurgie de confirmation de genre, les bloqueurs de puberté, le traitement hormonal substitutif et d'autres soins de santé liés à la transition pour les personnes transgenres doivent être couverts par l'assurance maladie et les politiques Medicaid de l'État. | Yes |
| Les personnes transgenres autorisées à participer au sport de leur identité de genre | / (Interdit dans le comté de Nassau) |
| Mariages homosexuels mis en œuvre et codifiés - plus option de reconnaissance du partenariat domestique disponible | (Depuis 2011) |
| Autorisé à servir ouvertement dans l'armée, plus avantages et indemnités | / (Interdit aux personnes transgenres depuis 2025) |
| Loi anti-intimidation LGBT+ dans les écoles et les universités - et programmes d'éducation LGBT+ mis en œuvre à New York | Yes |
| Les mineurs intersexués protégés des interventions chirurgicales invasives | (Depuis 2021) |
| Accès à la FIV, à la parentalité d'accueil, à l'adoption et à la maternité de substitution sans entraves ni barrières | Yes |
| Parentalité automatique sur les certificats de naissance pour les enfants de couples de même sexe, autodétermination de genre - plus une troisième option X pour les personnes sans entraves ni barrières                                                              | (Depuis 2020) |
| Reconnaissance légale du genre non binaire | (Depuis 2021) |
| Les gay et transgender panic defense sont interdites | (Depuis 2019) |
| La thérapie de conversion interdite aux enfants et aux mineurs | (Depuis 2019) |
| Visites conjugales pour les couples de même sexe | Yes |
| L'homosexualité déclassifiée comme maladie mentale | (Depuis 1973) |
| L'identité transgenre déclassifiée comme maladie mentale | (Reclassé comme « dysphorie de genre » dans le DSM-5 depuis 2013, et un diagnostic de dysphorie de genre est généralement requis pour accéder aux soins de transition) |
| Les HSH autorisés à donner leur sang | (Depuis 2023, avec des conditions selon la politique fédérale de la FDA - comme être monogame)                                                                         |